# Los últimos días
Los últimos días es una película española estrenada el 27 de marzo de 2013 escrita y dirigida por los hermanos Àlex y David Pastor.

## Sinopsis
La epidemia de una enfermedad denominada "el pánico" se contagia a nivel mundial. Se trata de un miedo irracional a los espacios abiertos en donde los individuos que salen al exterior experimentan náuseas y mareos, llegando incluso a morir. En el momento de la expansión total de la enfermedad la gente queda atrapada en sus casas. Marc (Quim Gutiérrez) se encuentra en las oficinas del lugar donde trabaja, junto con otros compañeros de trabajo. Para reencontrarse con su novia Julia (Marta Etura) no le queda más remedio que aliarse con Enrique (José Coronado) para que le ayude a desplazarse por el metro y las alcantarillas y llegar al reencuentro de ella.

## Reparto
- Quim Gutiérrez es Marc.
- José Coronado es Enrique.
- Marta Etura es Julia.
- Leticia Dolera es Andrea.
- Iván Massagué es Lucas.
- Pere Ventura es Rovira.
- Lluis Soler es el vecino.